# Pesttor (Bad Düben)

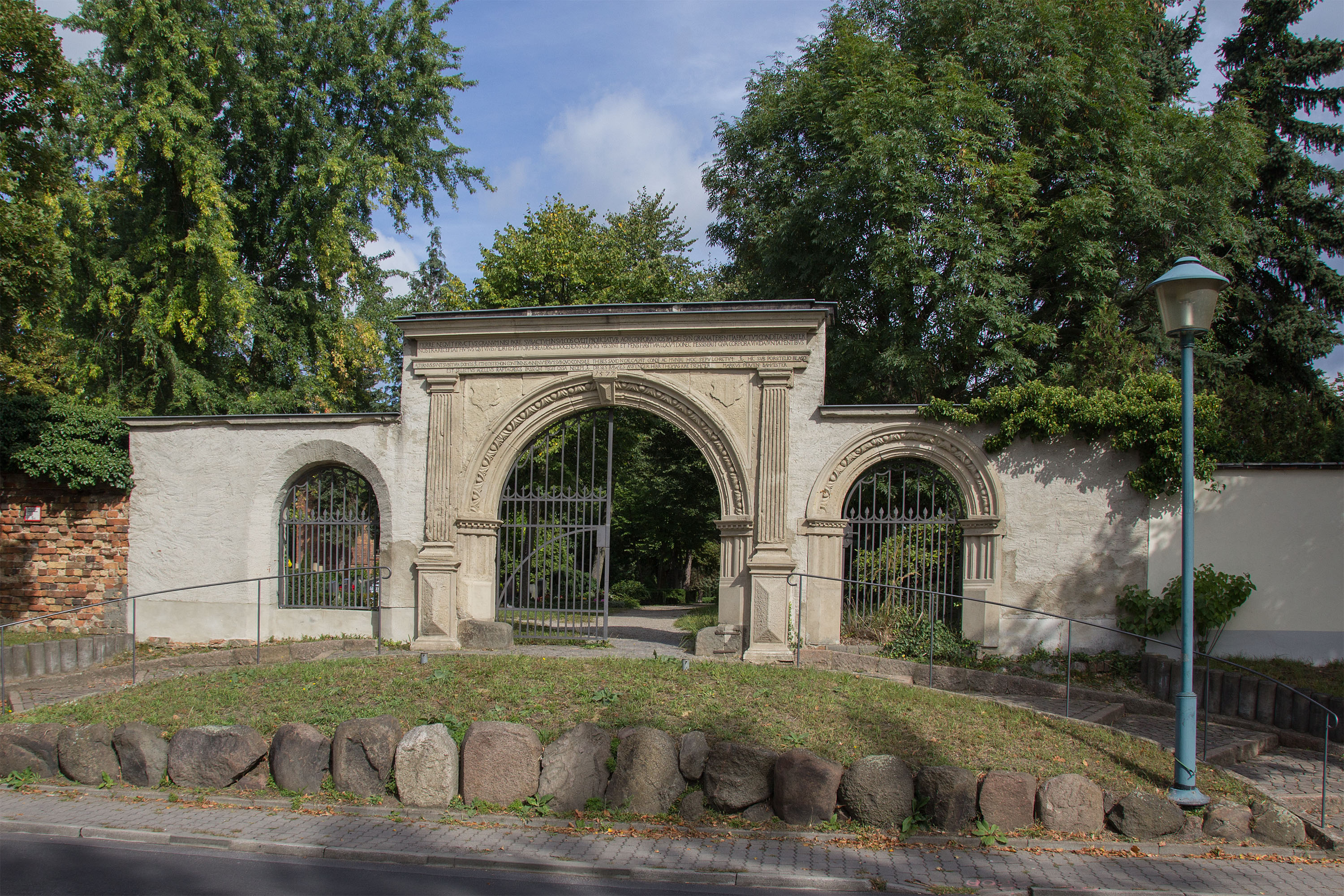
Pesttor (2017)

Das Pesttor ist ein im Jahr 1577 im Renaissancestil erbautes Eingangstor zum städtischen Friedhof in Bad Düben.

## Geschichte
Das Pesttor ist der südliche Eingang zum städtischen Friedhof in Bad Düben. Erbaut wurde das dreitorige Portal im Jahr 1577 von Thomas Kretzschmer und wurde unter Leitung von Bürgermeister Blasius Borstel von Markus Hermen  vollendet. Die lateinische Inschrift nennt u. a. dessen Baumeister M. Hermen. Damals herrschte eine verheerende Pestseuche in Bad Düben. Als der alte Friedhof an der Nikolaikirche überfüllt war, wurde ein neuer Friedhof, der heutige Stadtfriedhof, angelegt. Es ist ein Denkmal an die verheerendste Seuche, die Bad Düben jemals heimsuchte. Im Jahr 1994 wurde das Pesttor restauriert.

## Baustil
Das dreitorige Portal ist eine triumphbogenartige Toranlage mit breiter Mitteldurchfahrt und zwei seitlichen Durchgängen und wurde 1577 im Renaissancestil errichtet. Der mittlere Bogen ist von kannelierten Pilastern gerahmt, darüber befindet sich ein Gebälk mit Inschrift sowie Bögen mit Eierstabmotiv. Der Bogen am linken Tor ist nicht mehr erhalten. Die Fassade besteht aus Sandstein und einer Putzfassade.
Das Pesttor ist denkmalgeschützt.